# 혼조 마나미
혼조 마나미 (本上まなみ, 1975년 5월 1일 ~ )는 일본의 영화배우이다. 1993년 드라마 《말괄량이 길들이기》로 데뷔했다. 아쿠라 소속.

## 참가 작품

### 영화
- 《도쿄.소라》 (2002)
- 《군청의 밤의 모포》 (2002)
- 《사카이 가족의 행복》 (2006)
- 《행복의 스위치》 (2006)
- 《카미야 에츠코의 청춘》 (2006)
- 《열흘 밤의 꿈》 (2007)
- 《핸섬 수트》 (2008)
- 《오사카 햄릿》 (2008)
- 《마이 마이 신코 이야기》 (2009)
- 《서랍 속의 러브레터》 (2009)
- 《악몽의 엘리베이터》 (2009)
- 《데메킹》 (2009)
- 《스님과 록 싱어》 (2010)
- 《마호로역 다다 심부름집》 (2011)
- 《츠나구》 (2012)
- 《악몽짱 극장판》 (2014)
- 《한낮의 유성》 (2017)
- 《두 번째 여름, 두 번 다시 만날 수 없는 너》 (2017)
- 《하늘의 레스토랑》 (2018)

### 방송
- 《잠자는 숲》 (1998)
- 《되살아나는 킨로》 (1999)
- 《음양사》 (2001)
- 《질투의 향기》 (2001)
- 《천국으로의 계단》 (2002)
- 《사랑은 전쟁》 (2003)
- 《란포 R》 (2004)
- 《힙합하이스쿨》 (2004)
- 《숙명》 (2004)
- 《아키하바라@딥》 (2006)
- 《빙점》 (2006)
- 《하늘을 나는 타이어》 (2009)
- 《트윈 스피카》 (2009)
- 《소일》 (2010)
- 《차왕 2 -운명의 보수-》 (2011)
- 《특수 범죄과 하나시마 와타루 》 (2017)
- 《아빠가 다시 한 번 사랑을 했다》 (2020)

### 기타
- 《로손》 (2002) - CF

## 수상
1999년
- 제37회 골든애로우상 글로브상

2000년
- 제12회 일본 주얼리베스트드레서상

2005년
- 코튼USA어워드 Mrs.COTTON USA

2007년
- 제21회 다카사키영화제 최우수여우조연상
- 제2회 오사카시네마페스티벌 여우조연상